# Janine Puget
Pour les articles homonymes, voir Puget (homonymie).
Janine Puget née le 19 décembre 1926 à Marseille et morte le 5 novembre 2020 à Buenos Aires est une psychiatre et psychanalyste argentine d'origine française. Elle est connue pour ses recherches et publications sur la psychanalyse de groupe.

## Biographie
Janine Pujet, d'origine marseillaise, s'installe en Argentine dans les années 1930. 
Elle se forme à la psychanalyse au sein de l'Association psychanalytique argentine et commence ses études de médecine en 1952. Elle est connue pour ses apports à la psychanalyse du lien, sur les situations de traumatisés et sur les psychothérapies de groupe et de famille. Elle enseigne en Europe et en Amérique latine et est membre de l’Association psychanalytique de Buenos Aires (Asociación Psicoanalítica de Buenos Aires, APdeBA) et de l’Association psychanalytique internationale. Elle a participé à la fondation de l'Asociación de Psicología y Psicoterapia de Grupo à Buenos Aires.
En 2011, elle a reçu le prix Mary S. Sigourney Award décerné par l’Association psychanalytique internationale,.
Elle meurt le 5 novembre 2020 à Buenos Aires, à l'âge de 93 ans.

## Publications
- avec L. Ricon, M. Vignar, M.-L. Pelento, René Kaës, Silvia Amati-Sas : Violence d'état et psychanalyse, 1989, Éd. Dunod, Collection : Inconscient et culture,  (ISBN 2040169830)
- avec Isidoro Berenstein : Psychanalyse du lien : Dans différents dispositifs thérapeutiques, 2008, Éditeur : Erès, Collection : Transition,  (ISBN 2749208424)
- Subjetivación discontinua y psicoanálisis : incertidumbre y certezas, 2015  (ISBN 9789508924841).
- (coll.) Psicoanálisis de la pareja matrimonial (1988) “Psicanálise do Casal”, Porto Alegre, Artes Médicas, 1993.
- El Grupo y sus configuraciones, 1982.
- La pareja: encuentros, desencuentros, reencuentros, México, 1999,  (ISBN 9501242021).
- Il gruppo e le sue configurazioni : terapia psicoanalitica, Roma, Borla, 1996,  (ISBN 8826310599).
- avec Isidoro Berenstein, Lo Vincular- Teoría y Clínica psicoanalítica, éd. Paidós, 1997[6].
- Las violencias en diferentes situaciones [lire en ligne] [PDF]
- Experiencias en grupos,  (ISBN 9788475090207).
- La pareja y sus anudamientos : erotismo-pasión-poder-trauma, 2004  (ISBN 9789508921239).